# Canton de Hédé
Pour les articles homonymes, voir Hede (homonymie).
Le canton de Hédé est une ancienne division administrative française, située dans le département d'Ille-et-Vilaine et la région Bretagne.

## Composition
Le canton de Hédé comptait 15 040 habitants en 2012 (population municipale) et se composait de dix communes :
- Dingé ;
- Guipel ;
- Hédé-Bazouges ;
- Langouet ;
- Lanrigan ;
- La Mézière ;
- Québriac ;
- Saint-Gondran ;
- Saint-Symphorien ;
- Vignoc.

### Anciennes communes
Le canton de Hédé n'incluait jusqu'en 2009 aucune commune définitivement supprimée depuis la création des communes sous la Révolution.
De 1973 à 2009, la commune de Bazouges-sous-Hédé est associée à Hédé. La fusion devient totale en 2009 et la commune ainsi créée, appelée simplement depuis l'association Hédé, prend en 2011 le nom de Hédé-Bazouges.
À partir de 1973 également, la commune de Saint-Symphorien est aussi associée à Hédé, mais elle reprend son indépendance en 2008.

## Histoire
De 1833 à 1848, les cantons de Hédé et de Saint-Aubin-d'Aubigné avaient le même conseiller général. Le nombre de conseillers généraux était limité à trente par département.

### Conseillers généraux de 1833 à 2015
| Période | Période           | Identité                                       | Étiquette                         | Qualité |
| ------- | ----------------- | ---------------------------------------------- | --------------------------------- | --- |
| 1833    | 1844 (décès)      | Antoine Joseph Frédéric Mangin d'Oins          | Opposition                        | Ancien officier et capitaine d'état-major, député (1831-1840)                                                         |
| 1845    | 1848              | Ambroise Félix Anne Bigot-Duchénay (du Chénay) |                                   | Propriétaire, maire de Melesse, conseiller d'arrondissement du canton de Saint-Aubin-d'Aubigné                        |
| 1848    | 1867              | Raphaël Louis Pierre Denis                     |                                   | Avocat à la Cour impériale de Rennes, propriétaire à Bazouges                                                         |
| 1867    | 1887 (décès)      | Édouard Joseph Désiré Marie Malot              | Républicain                       | Chef d'escadron d'état-major, propriétaire à Rennes                                                                   |
| 1887    | 1892 (décès)      | Jules Mathurin Binard                          | Républicain                       | Président du tribunal de commerce de Rennes                                                                           |
| 1892    | 1896              |                                                |                                   | |
| 1896    | 1919 (démission)  | Jean Auguste Allain des Beauvais               | Conservateur                      | Commissaire priseur, puis juge de paix à Rennes, maire de Hédé (1890-?)                                               |
| 1919    | 1922              | Fernand Marçais                                | Entente républicaine démocratique | Industriel à Rennes, député (1919-1924)                                                                               |
| 1922    | 1939 (décès)      | Ernest Allix (1869-1939)                       | Rad.ind.                          | Ancien conducteur au chemin de fer, greffier de la justice de paix, propriétaire, maire de Guipel                     |
| 1939    | 1940              | siège vacant                                   |                                   | |
|         |                   |                                                |                                   | |
| 1945    | 1949              | Armand Chabot                                  | RGR                               | Marchand de bois, maire de Dingé                                                                                      |
| 1949    | 1961              | Joseph Morin                                   | DVD                               | Agriculteur, maire de Québriac                                                                                        |
| 1961    | 1973              | Jean Rozé                                      | DVD                               | Médecin, maire de Hédé                                                                                                |
| 1973    | 1973 (annulation) | Émile Lemétayer (1923-1994)                    | DVD                               | Agriculteur, entrepreneur de travaux agricoles, premier adjoint au maire de Vignoc (élu avec une seule voix d'avance) |
| 1973    | 2015              | Jean-Louis Tourenne                            | PS                                | Professeur, maire de La Mézière (1983-2004), président du conseil général d'Ille-et-Vilaine (2004-2015)               |

Source : Site Intérieur.gouv

### Conseillers d'arrondissement (de 1833 à 1940)
| Période                                  | Période      | Identité          | Étiquette   | Qualité |
| ---------------------------------------- | ------------ | ----------------- | ----------- | --- |
| 1833                                     | 1842         | M. Blandin        |             | Entrepreneur à Hédé                                                                                         |
| 1842                                     | 1848         | M. Sauvé          |             | Propriétaire à Hédé                                                                                         |
|                                          |              |                   |             | |
| avant 1889                               | 1892 (décès) | Louis Aubrée      | Républicain | Avocat, ancien greffier à la Cour, ropriétaire à Bazouges-sous-Hédé                                         |
| 1892                                     |              |                   |             | |
|                                          |              |                   |             | |
| 1913                                     | 1940         | François Legendre | RG          | Maire de Québriac                                                                                           |
| 1940                                     |              |                   |             | Les conseils d'arrondissement ont été suspendus par la loi du 12 octobre 1940 et n'ont jamais été réactivés |
| Les données manquantes sont à compléter. |              |                   |             | |

## Démographie
| 1962  | 1968  | 1975  | 1982  | 1990  | 1999   | 2006   | 2011   | 2012   |
| ----- | ----- | ----- | ----- | ----- | ------ | ------ | ------ | ------ |
| 7 189 | 7 197 | 7 029 | 7 967 | 8 901 | 10 930 | 13 319 | 14 704 | 15 040 |